# Peștera Smeilor de la Onceasa
Peștera Smeilor de la Onceasa monument al naturii este o arie protejată de interes național ce corespunde categoriei a III-a IUCN (rezervație naturală de tip speologic), situată în vestul Transilvaniei, pe teritoriul județului Bihor.

## Localizare
Aria naturală se află în ramura nordică a Munților Bihorului (grupă montană a Munților Apuseni, aparținând lanțului carpatic al Occidentalilor), în sud-estul județului Bihor (în apropierea graniței cu județul Cluj), pe teritoriul administrativ al comunei Budureasa.

## Descriere
Rezervația naturală a fost declarată arie protejată prin Legea Nr.5 din 6 martie 2000 (privind aprobarea Planului de amenajare a teritoriului național - Secțiunea a III-a - zone protejate, publicată în Monitorul Oficial al României, Nr.152 din 12 aprilie 2000) și se întinde pe o suprafață de 0,50 hectare. Aceasta este inclusă în zona de protecție a Parcului Natural Apuseni. 
Aria protejată se află la o altitudine de 1.310 m. (în Munții Bihorului) și reprezintă o cavernă (peșteră) cu intrarea la baza unui versant stâncos al pădurii din partea dreaptă a Văii Ponorului, cu o primă galerie ce ajunge la o sală (Sala Domului), continuând cu o a doua, ce prezintă concrețiuni și un depozit sedimentar de importanță paleontologică deosebită, datorată prezenței unui zăcământ fosil ce conține oase de Ursus spelaeus (urs de peșteră) dispărut în preistorie.

## Obiective turistice aflate în vecinătate

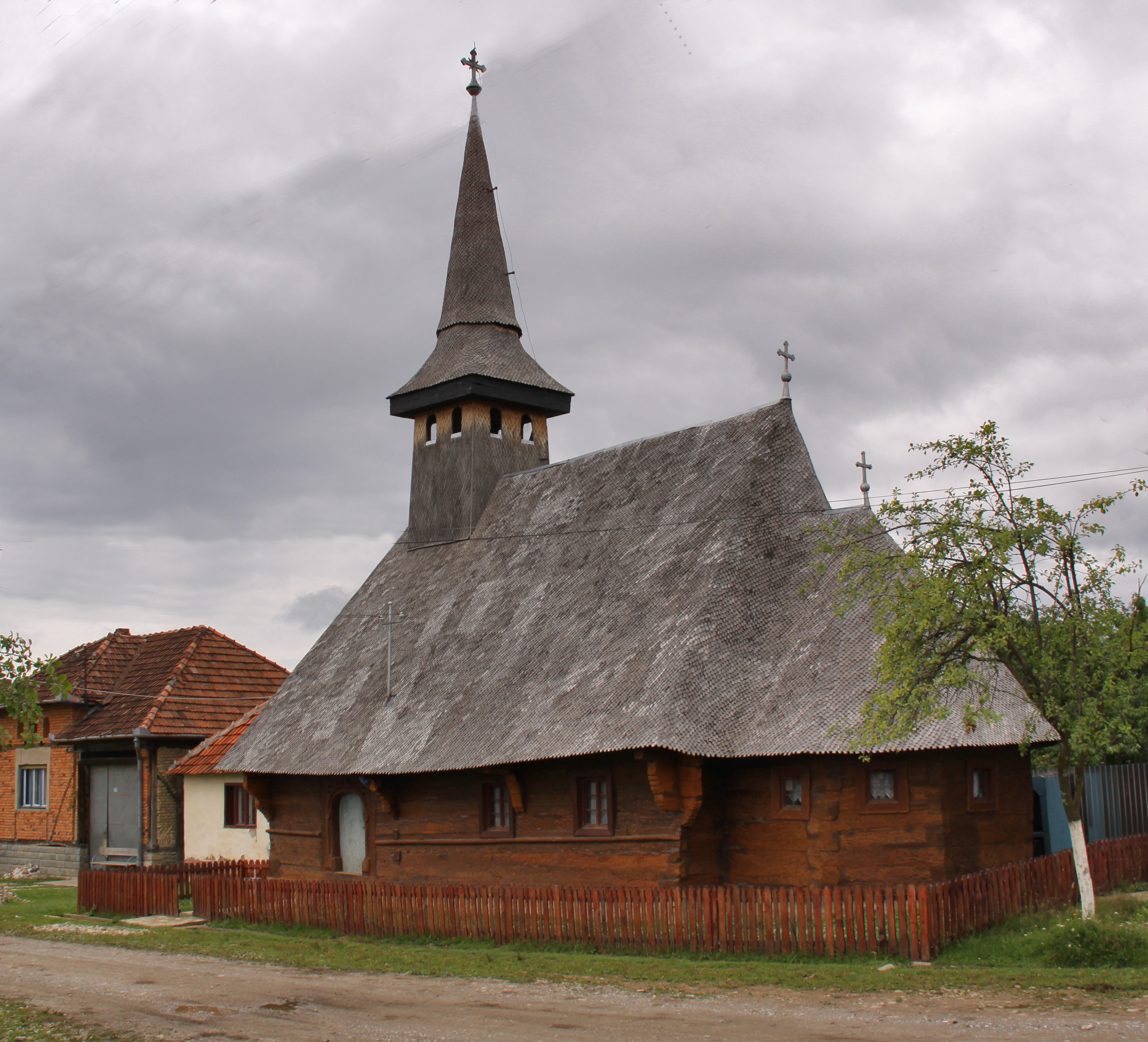
Biserica de lemn din Saca

- Biserica de lemn „Sfântul Gheorghe” din satul Saca, construcție 1724, monument istoric.
- Biserica romano - catolică "Sf. Treime" din Beiuș, construcție 1752, monument istoric.
- Biserica "Sf. Mare Mucenic Dimitrie Izvorâtor de Mir" din Beiuș, construcție 1800, monument istoric.
- Biserica ortodoxă "Sf. Arhangheli Mihail și Gavriil" din Beiuș, monument istoric[4].
- Stațiunea montană de odihnă și tratament Stâna de Vale
- Ariile protejate: Parcul Natural Apuseni, Ferice - Plai (sit SCI), Valea Iadei cu Syringa josichaea, Peștera Cetatea Rădesei, Piatra Grăitoare, Peștera Vacii,  Sistemul carstic Peștera Cerbului - Avenul cu Vacă, Vârful Cârligați, Vârful Buteasa.